# Capnia gibbera
Capnia gibbera är en bäcksländeart som beskrevs av Jewett 1960. Capnia gibbera ingår i släktet Capnia och familjen småbäcksländor. Inga underarter finns listade i Catalogue of Life.